# Schlamm-Ehrenpreis
Der Schlamm-Ehrenpreis (Veronica anagalloides) ist eine Pflanzenart aus der Gattung Ehrenpreis (Veronica) in der Familie der Wegerichgewächse (Plantaginaceae).

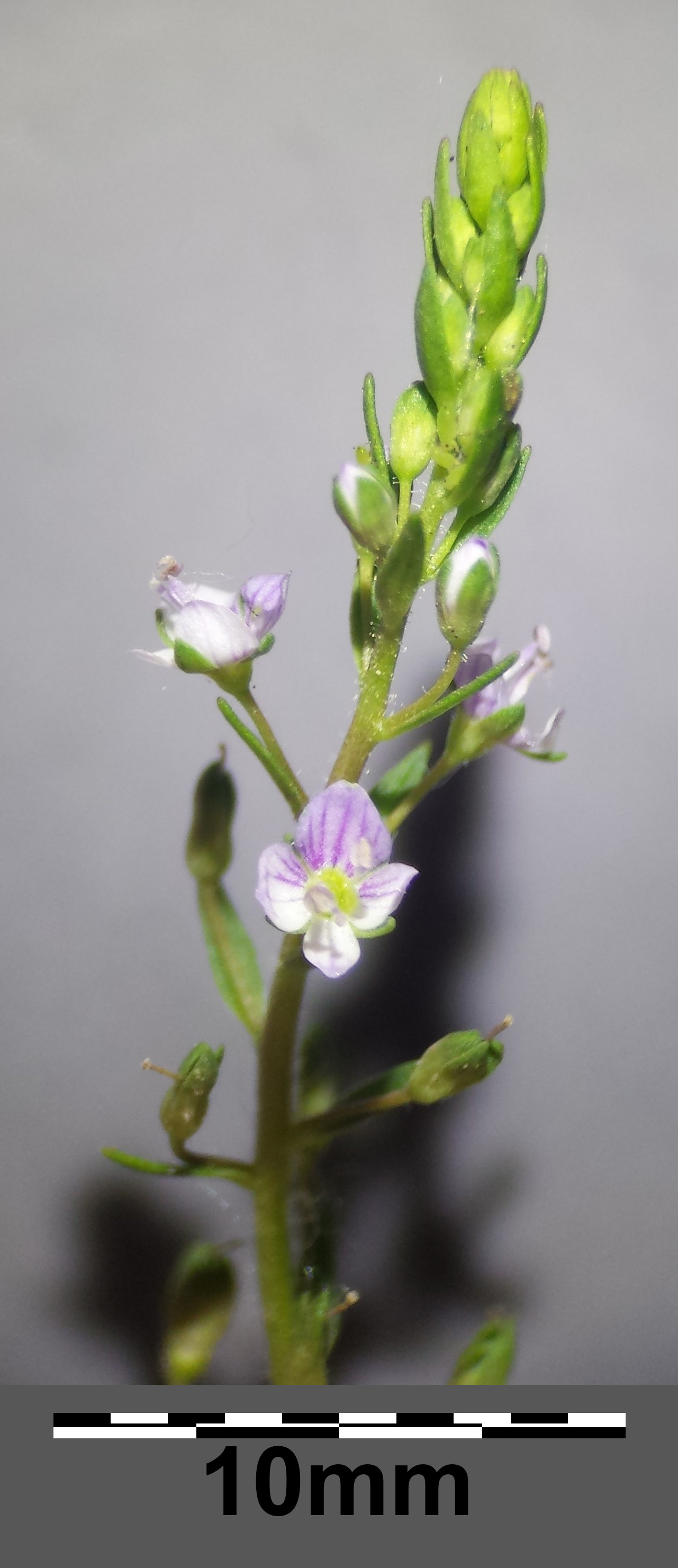
Blütenstand

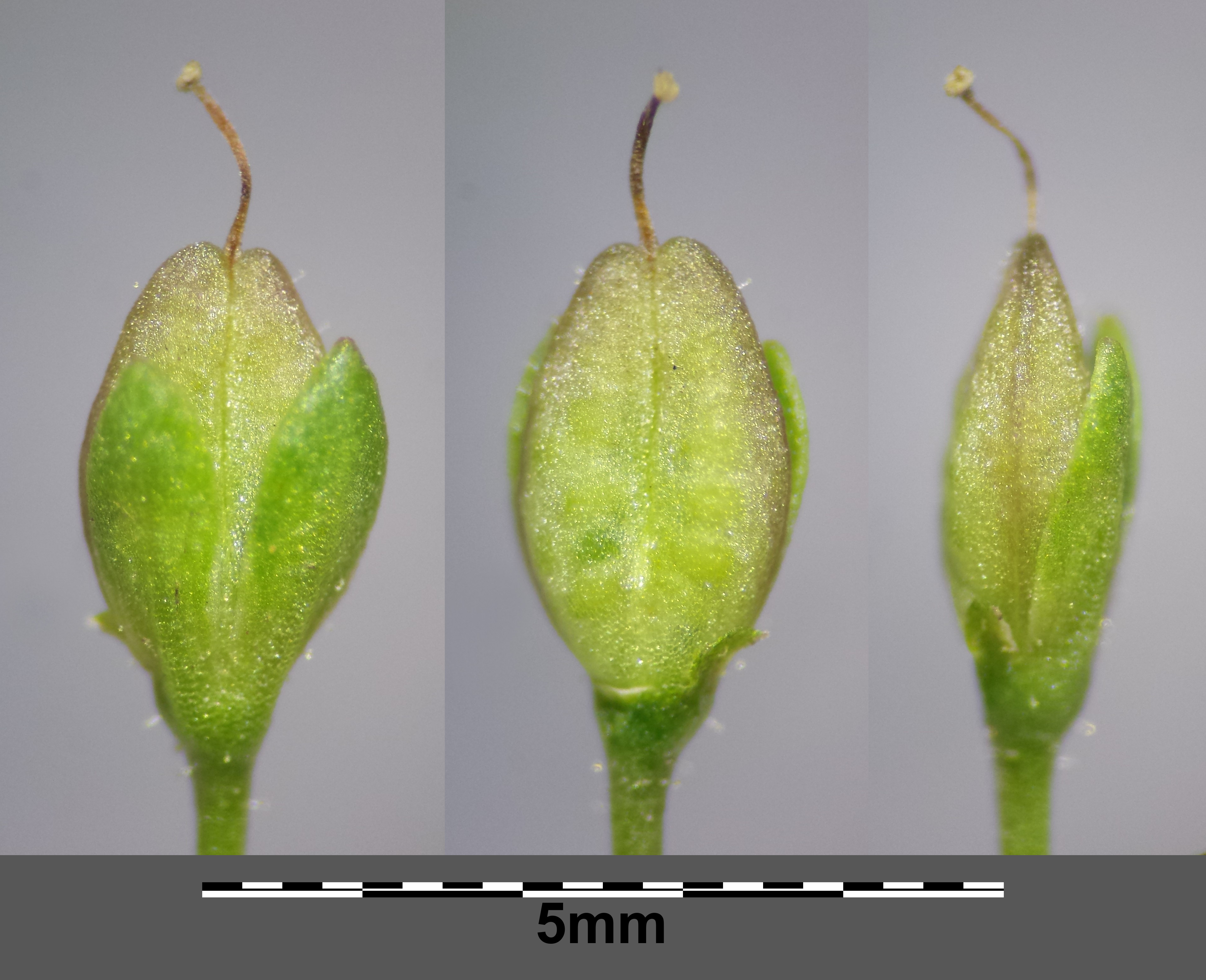
Frucht, rechts vordere Kelchblätter entfernt

## Beschreibung

### Vegetative Merkmale
Die Pflanze ist 5–40 cm groß. Der Stängel der Pflanze ist aufrecht, oben 4-kantig, meist markig und reich verzweigt. Die Blätter sind lanzettlich, 20–60 mm lang und 4–15 mm breit. Sie sitzen oft 3–4 quirlig und sind ganzrandig bis gesägt.

### Generative Merkmale
Die Blüten stehen in dichten Trauben. Die Blüten sind weiß mit violetter Aderung. Die Kelchblätter sind lanzettlich. Die Blütenstiele sind fein drüsenhaarig. Die Frucht ist länglich elliptisch.

## Ökologie und Phänologie
Beim Schlamm-Ehrenpreis handelt es sich um eine einjährige Pflanze, welche vorzugsweise in gemäßigten Klima wächst. Er wächst auf nassen Böden und zeitweilig überfluteten, schlammigen Ufern und Gräben. Zudem ist die Pflanze nährstoffanspruchsvoll und kalkmeidend. Sie ist vergesellschaftet im  Isoeto-Nanojuncetea,  Bidention tripartitae.

## Vorkommen
Der Schlamm-Ehrenpreis hat sein natürliches Verbreitungsgebiet in Europa, Sibirien, China, Afrika und auf der arabischen Halbinsel.